# Еннан Атлетік
«Еннан Атлетік» (шотл. Annan Athletic) — професійний шотландський футбольний клуб з міста Еннан. Виступає у шотландській Другій лізі як член Шотландської професійної футбольної ліги. Домашні матчі проводить на стадіоні «Ґалабенк», який вміщує 2 514 глядачів.

## Короткі відомості
Футбольний клуб «Еннан Атлетік» був утворений в 1942 році і до 2008 року виступав на регіональному рівні. В 2000 році клуб уперше подав заявку на вступ до Шотландської футбольної ліги, але програв конкуренцію «Пітерхеду» та «Елгін Сіті». Після розформування футбольного клубу «Гретна» чорно-золоті поряд з чотирма іншими клубами спробували зайняти вакантне місце в Третьому дивізіоні ШФЛ.
Цього разу «Еннан Атлетік» були прийняті до ліги. Головною причиною прийняття в ШФЛ стала фінансова надійність клубу.
Перший матч на професійному рівні закінчився перемогою 4-1 над «Ковденбітом». Сезон 2008-09 команда закінчила на 7-му місці, наступний — на 8-му, дійшовши при цьому до півфіналу Кубка виклику. В сезоні 2010-11 «Еннан Атлетік» з труднощами через плей-оф пробилися до Другого дивізіону. В сезоні 2011-12 команда зайняла 6-те місце і вже вдруге пробилася до півфіналу Кубка виклику. Протягом сезону 2012-13 «Еннан Атлетік» спочатку зберегли нічию 0-0 в матчі проти «Рейнджерс» 15 вересня 2012 року, а в другій половині сезону 9 березня святкували перемогу над глазвегіанцями 2-1 на «Айброкс».